# Kubiszyn Viktor
Kubiszyn Viktor (Miskolc, 1979. november 16. –) magyar író, újságíró. A kétezres évek elején filmes újságíró, filmkritikus.

## Életpályája
Apai ágon lengyel származású. Hatéves koráig Sajóládon élt, 1986-tól Budapesten. 1998-ban érettségizett a Berzsenyi Dániel Gimnázium humán tagozatán. 1998–2006 között az ELTE BTK magyar, esztétika, filmelmélet szakának hallgatója. 2011-ben államvizsgázott filmelmélet és filmtörténet szakon.
2003–2004-ben a filmhu moziportál rovatvezetője, 2005-ben a Filmvilág folyóirat szerkesztője, majd rövid ideig az Index munkatársa. 2003 és 2006 között a Tilos Rádió Free Cinema című műsorának egyik szerkesztő–műsorvezetője volt. Két évig részt vett a Titanic Nemzetközi Filmfesztivál szervezésében. Szakértőként hallható a Ponyvaregény, a Sin City és a Laputa – Az égi palota DVD-kiadásainak audiokommentárján. 2004-ben az Anifest, 2010-ben az Anilogue Nemzetközi Animációs Filmfesztivál sajtóreferense, 2011 februárjától a lap megszűnéséig a mindennapi.hu közéleti portál belső munkatársa volt.

## Munkái

### Filmflesskönyv

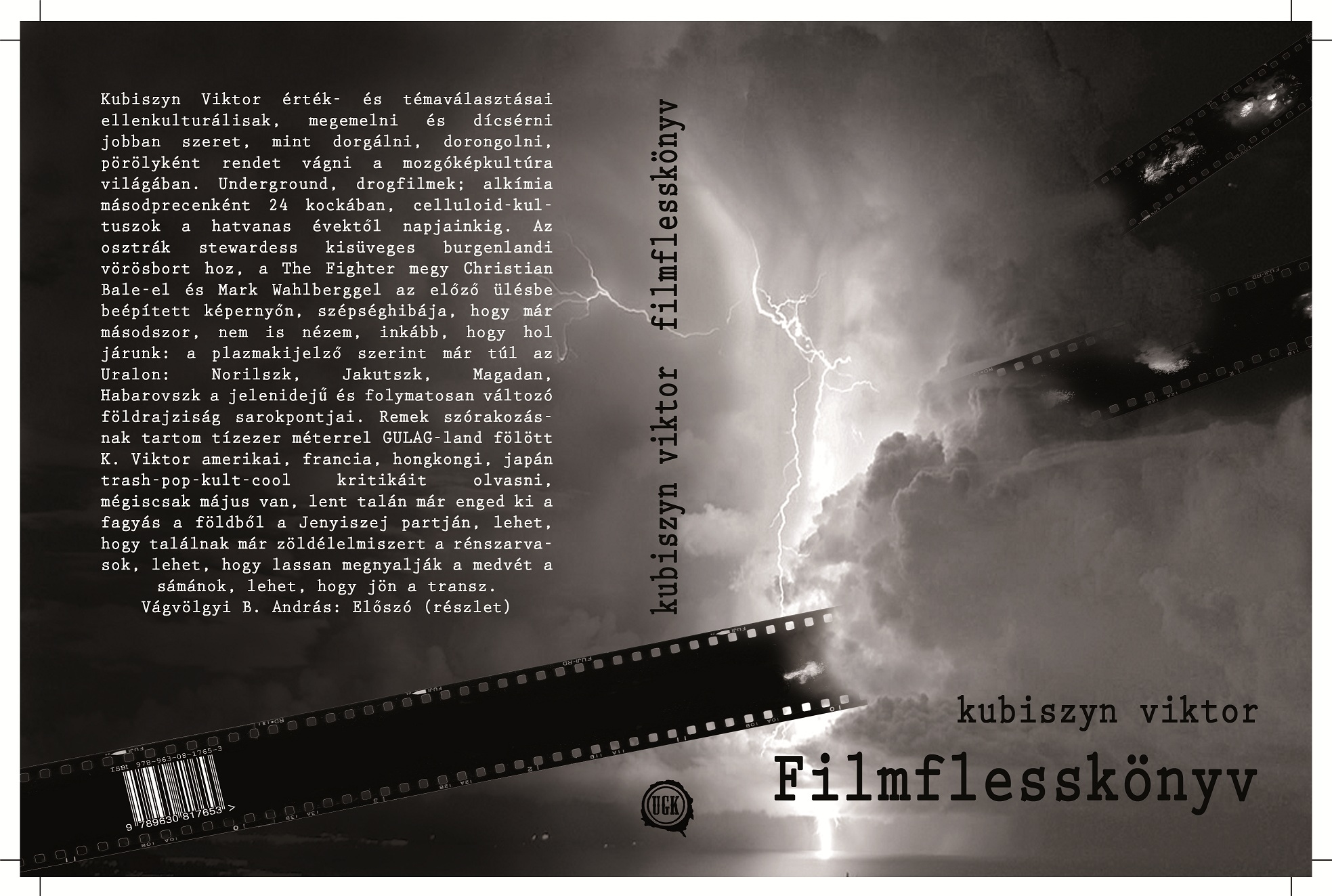
A Filmflesskönyv borítója

Első könyve filmes tárgyú írásait tartalmazza, amelyeknek többsége a moziportálon és a Filmvilágban jelent meg 2003–2006 között. Fentieken kívül publikált még a Pergő Képekben, a Beszélőben, a Mozinet Magazinban és az Árgusban. A könyv előszavát Vágvölgyi B. András jegyzi.
Az első fejezetben – Furcsább a mennyországnál – a drog és kultfilm kapcsolatáról olvashatunk, továbbá belepillanthatunk Bódy Gábor és Larry Clark portréjába. A Halálrulett címet viselő második fejezet a keleti filmek világába kalauzolja az olvasót: többek között Miike Takashi, Seijun Suzuki és Kiyoshi Kurosawa pályájába tekinthetünk be. A Szemétből katedrális című harmadik fejezet a filmkészítés hazugságaival, bűnnel és terrorral foglalkozik, míg a negyedik fejezetben (Képszilánkok) kritikák, tudósítások sorakoznak egymás után. A Rajzutazásban a Macskafogó, a Ghost in the Shell és a  Nyócker! a téma.

### Drognapló

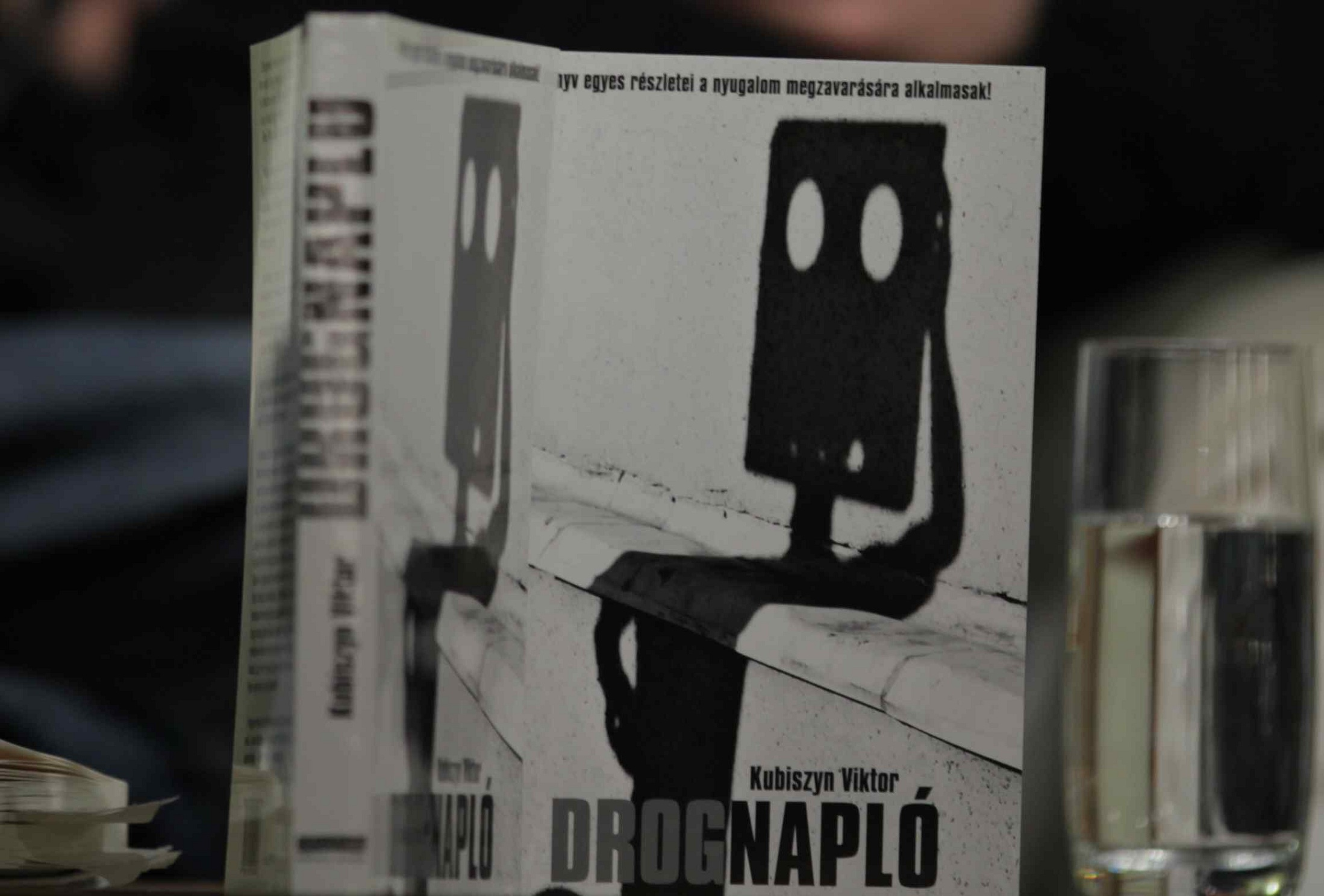
A Drognapló első kiadásának borítója

A könyv egy tizenhat évig tartó elhúzott, kacskaringós drogkarrier története. Annak minden lelki, szellemi, egzisztenciális és fiziológiai vonatkozásával együtt. Hogyan lesz az ember drogos, függő, a drogtól megszabadulni akaró, visszaeső, újra tisztulásra vágyakozó? Erről szól – szlengszótárastól,  kábítószerlistástól – a könyv. A Drognapló a szerző életének egy fontos fejezetét dolgozza fel, a kábítószer-függőségtől saját elhatározásból megszabaduló író újjászületésének első évfordulóján, 2010-ben naplófelkérést kapott Litera irodalmi portáltól. Ez a novellaszerűen elbeszélt pokoljárás keltette fel a regény megírását megrendelő kiadó figyelmét. A Drognaplóban a valóságnak az irodalomban mindezidáig szeméremmel elfedett, tabuként kezelt rétege tárul fel. A regény szociografikus értékén túl az irodalom egy új műfaját látszik előrejelezni.
A Drognapló 2011-ben jelent meg a Jószöveg Műhely gondozásában, és azonnal széles körű kritikai visszhangot keltett. Az érdeklődés nyomán számos interjú született az íróval írásban, rádióban és televízióban. 2012 tavaszán egy tizenkét állomásból álló országjáró körutat is szerveztek, amelynek a célja az volt, hogy a regényen keresztül, illetve annak ürügyén a szerző és a megjelentek kötetlenül beszélgethessenek a szenvedélybetegség problémájáról, folyamatáról és az attól való megszabadulásról. A Drognapló megjelent CD formátumban is, hangoskönyvben, 6,5 óra hanganyaggal.

### Foglaltház

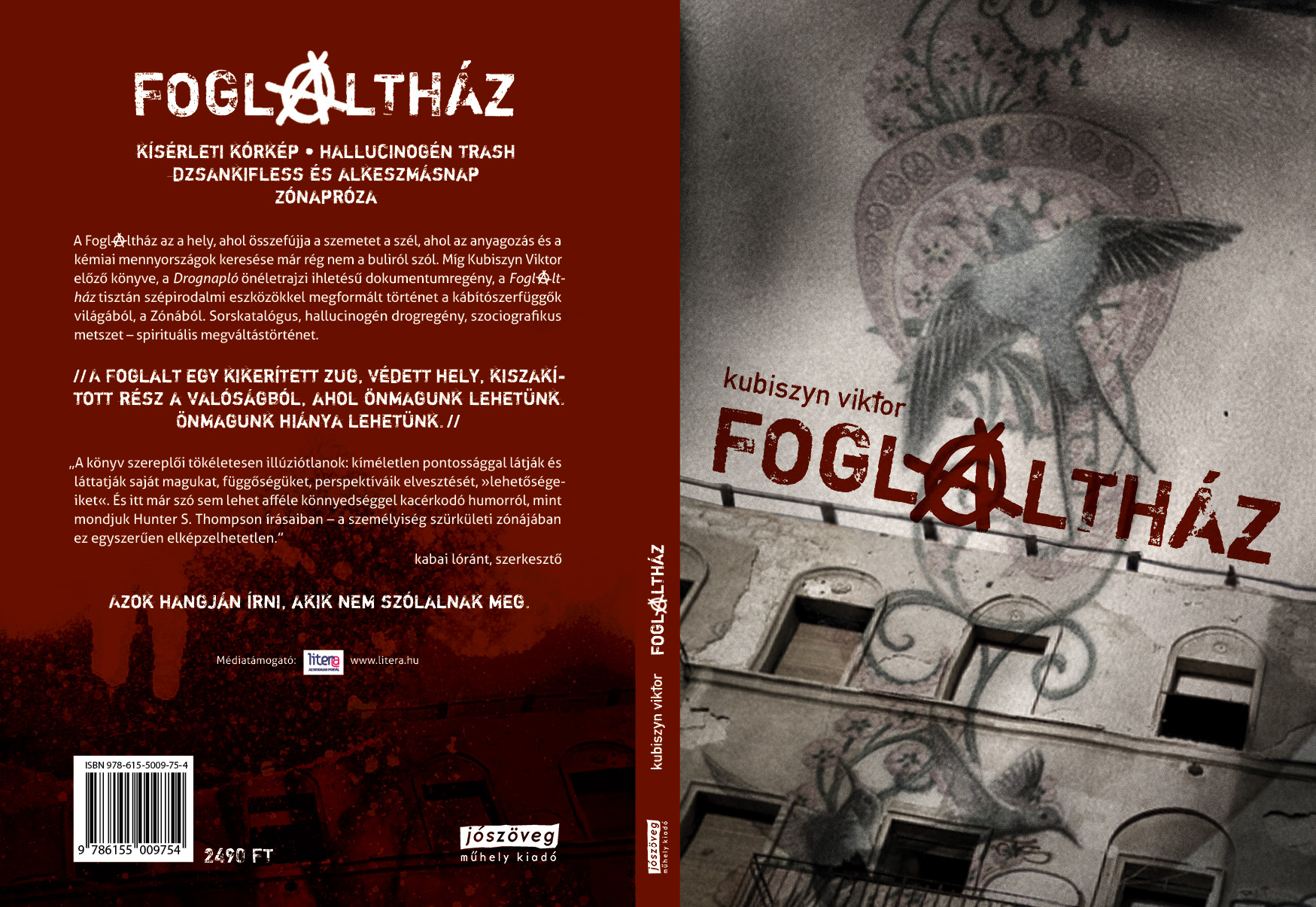
A szerző harmadik kötete, a Foglaltház borítója – borítóterv: Palman Zsuzsi

Az író harmadik kötete Foglaltház címmel jelent meg a 2013. júniusi Ünnepi Könyvhéten, a Jószöveg Műhely gondozásában.  A Foglaltház egyszerre folytatása is meg nem is a nagy sikerű Drognaplónak – (poli)toxikomán szlenggel belőtt, maróan őszinte, csontig hatoló zónapróza. Míg a Drognaplóban egyetlen elbeszélő vallomása olvasható, a Foglaltházban több különböző szereplőn keresztül láthatunk bele abba a „félvilágba”, melyet a drogosok, alkoholisták és hajléktalanok által kisajátított ház keretez. Kísérleti kórkép – hallucinogén trash – dzsankifless és alkeszmásnap. "Azok hangján írni, akik nem szólalnak meg", fogalmaz a könyv fülszövege. A Foglaltház megjelent CD formátumban is, hangoskönyvben, 2013-ban. A hangoskönyvek ingyenesek, kereskedelmi forgalomba nem kerültek.

## Művei
- Drognapló; Jószöveg Műhely, Bp., 2011
- Drognapló; 2. bőv., jav. kiad.; Jószöveg Műhely, Bp., 2012
- Filmflesskönyv; magánkiadás, Bp., 2013
- Foglaltház. Zónaregény; Jószöveg Műhely, Bp., 2013
- Akik sztondulnak, azok velem vannak. Egypercesek a református drogmisszió 30 éves történetéből; Magyarországi Református Egyház Kallódó Ifjúságot Mentő Misszió, Ráckeresztúr, 2014
- Oroszrulett. Gonzóregény; Kalligram, Bp., 2015
- Drognapló; 3. bőv., jav. kiad.; Művészeti és Irodalmi Jelen Kft., Bp., 2017 (Irodalmi jelen könyvek)

## Galéria

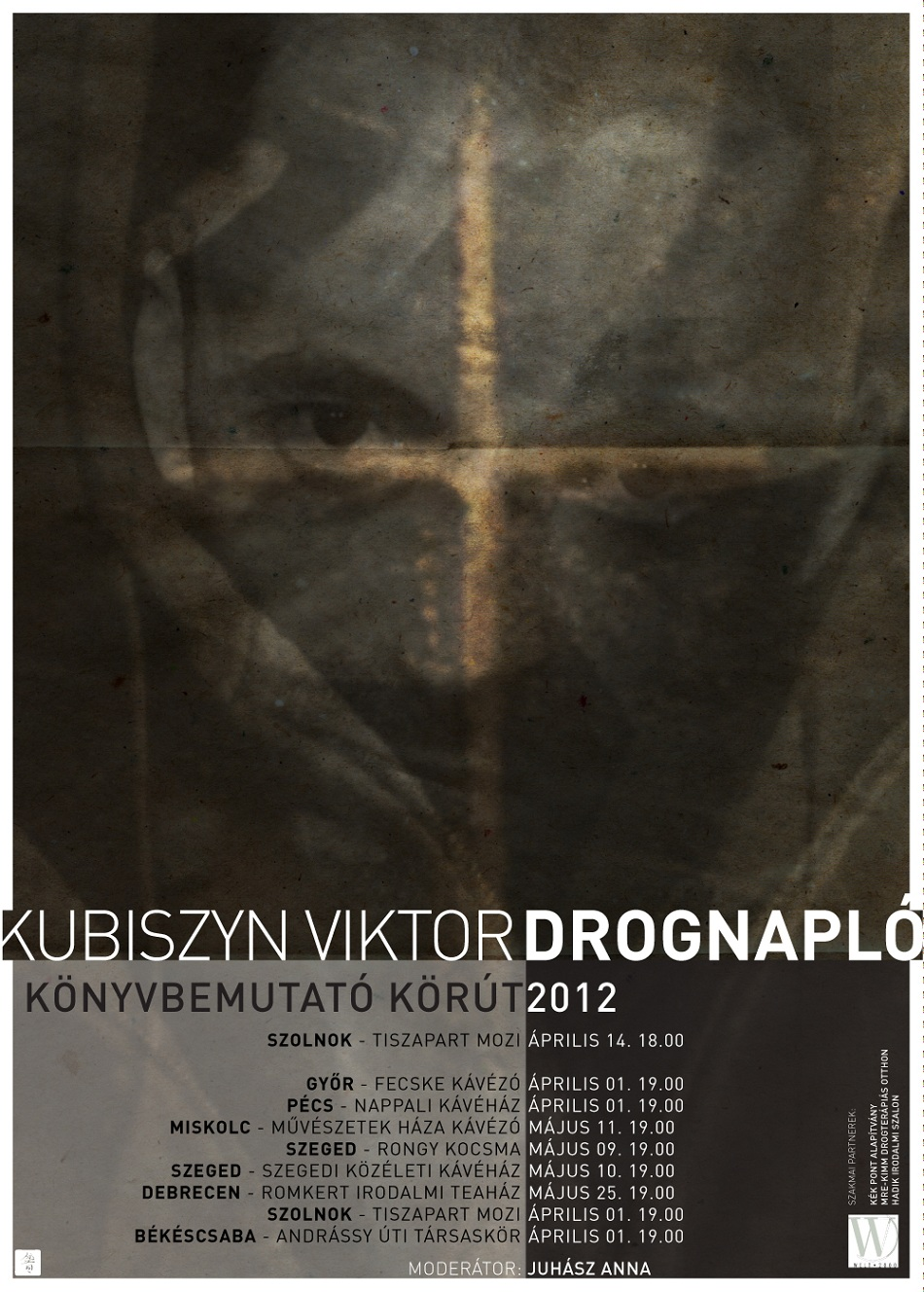
A tavaszi körút plakátja
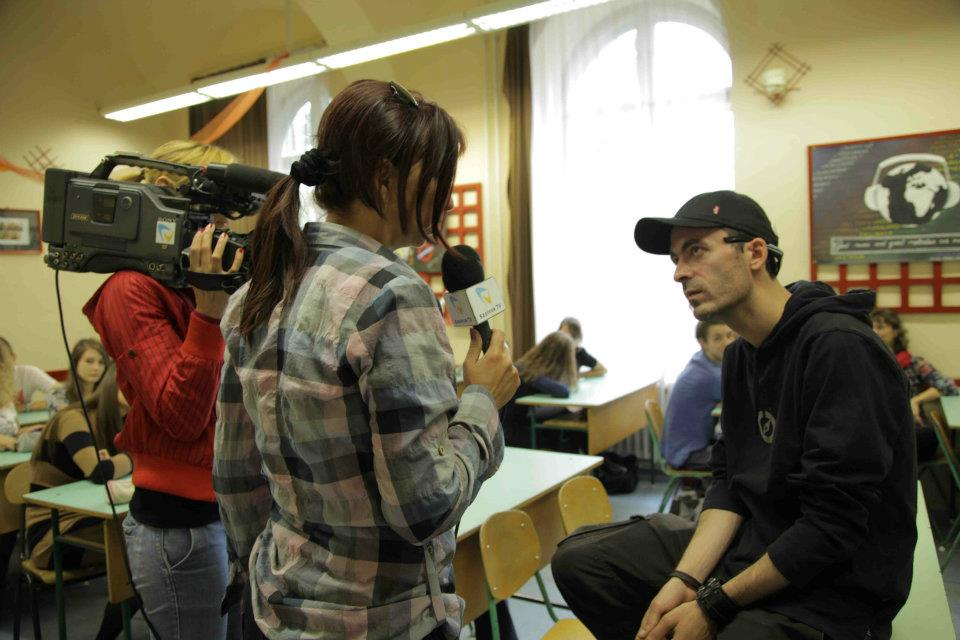
2012 tavaszi körút, Szolnok
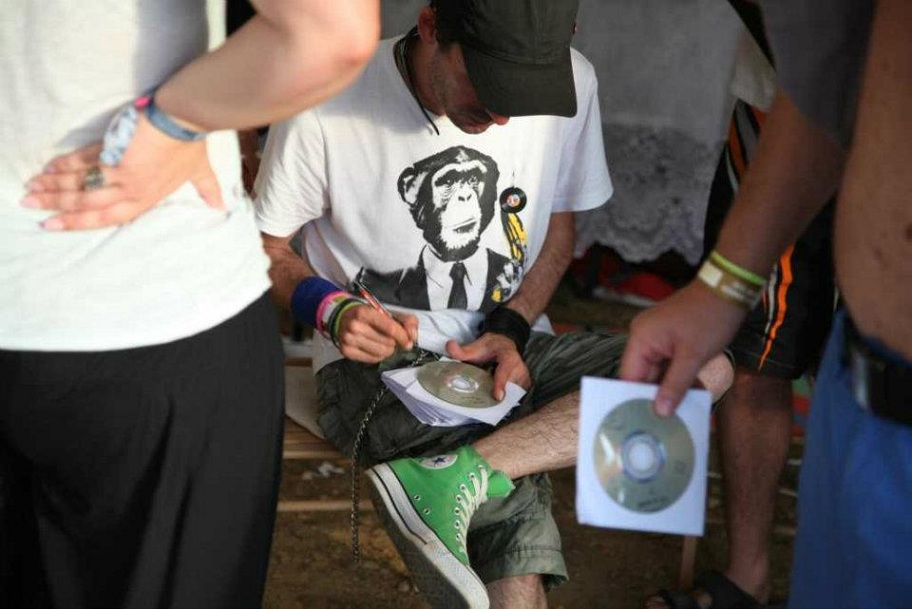
VOLT Fesztivál, Irodalmi Sátor, 2012

## Irodalmi és drogprevenciós körutak
Az  író 2012 tavaszától rendszeresen jár magyar oktatási nyelvű középiskolákba drogprevenciós jellegű interaktív beszélgetéseket tartani. Magyarországon kívül Romániában, Szerbiában, Szlovákiában és Ukrajnában számos városában voltak ilyen beszélgetések. Ezeken az eseményeken elsősorban a kábítószer- és alkoholfogyasztásról, a függőségről, a környezetünkben elő problémás használók lehetséges megsegítéséről, önismereti kérdésekről és kompetenciafejlesztésről volt szó.
Emellett több fesztiválon folytatott nyilvános beszélgetéseket hallgatóival drogokról, függőségről, prevencióról, ártalomcsökkentésről, illetve Istenhez való viszonyáról.  Ellátogatott egyebek mellett a VOLT Fesztiválra, ahol az irodalmi sátorban olvasott fel, továbbá a Medical Mental sátorban Zacher Gáborral beszélgettek a dizájnerdrogok kérdéséről. Vendége volt az O.Z.O.R.A. fesztivál Magic Garden sátrának is, ezen kívül vendégül látta őt a SUN Fesztivál, a Nemzeti Nagy Cserkésztábor, a Sziget, a Csillagpont Református Ifjúsági Találkozó, Orfű, Hegyalja és a Fishing on Orfű. Ezen túl tagja az EGOrombolók művészeti csoportnak és közös fellépéseken vesz részt Peter Ogi zenész MusiContactjával.

## Idegen nyelvű publikáció
A szerző második, Drognapló című kötete Nagy Ildikó Noémi fordításában Drug Diary címmel jelent meg angolul 2013 nyarán. A könyv nemzetközi premierje Moszkvában volt, 2013 júliusában.